# 莊允誠
莊允誠（？—1661年），浙江湖州府南浔镇人，明末清初人物。

## 生平
庄氏原居吳江之陸家港，允誠時始徙遷南潯，成為巨富。

### 莊廷鑨明史案
其子莊廷鑨因眼盲，效法“左丘失明，厥有《国语》”，請人寫了一本“明史”。不久病亡。莊允誠於順治十七年冬（1660年）將書刻成，即行刊書《明史輯略》（《明書輯略》）。順治十八年（1661年）為歸安知縣吳之榮告發，鰲拜責令刑部滿官羅多等到湖州徹查，並嚴厲處置涉案的相關人士。莊允城被逮捕上京，因不堪笞杖，死於獄中。後被碎屍。次子廷鉞亦被斬殺。

## 家族
有弟莊允坤、莊允埰。有二子廷鑨、廷鉞。